# Alfabeto giavanese
L'alfabeto giavanese è un alfasillabario o abugida di origine brahmica, influenzato dal sanscrito e utilizzato, prima della colonizzazione, per la scrittura della lingua giavanese. In giavanese questo tipo di scrittura è denominato "Dentawiyanjana" o "Kawi". Non è da confondere con l'alfabeto arabo modificato per il giavanese (Pegon) e con il moderno alfabeto latino di derivazione olandese.

## Caratteri

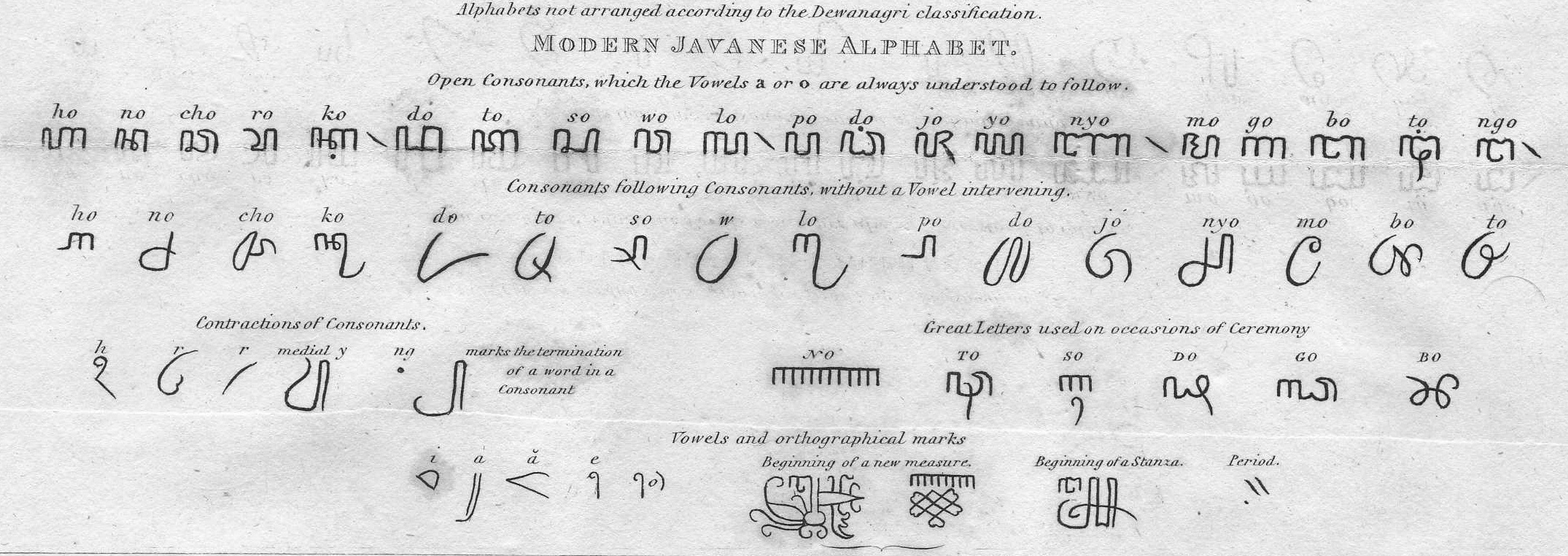
L’alfabeto giavanese ed i suoi caratteri speciali

### Consonanti
L'alfabeto giavanese possiede 20 consonanti, corrispondenti a 20 fonemi distinti, ogni consonante si lega alla vocale inerente /a/.
| ha | na  | ca | ra  | ka  |
| ꦲ  | ꦤ   | ꦕ  | ꦫ   | ꦏ   |
| da | ta  | sa | wa  | la  |
| ꦢ  | ꦠ   | ꦱ  | ꦮ   | ꦭ   |
| pa | dha | ja | ya  | nya |
| ꦥ  | ꦣ   | ꦗ  | ꦪ   | ꦚ   |
| ma | ga  | ba | tha | nga |
| ꦩ  | ꦒ   | ꦧ  | ꦛ   | ꦔ   |

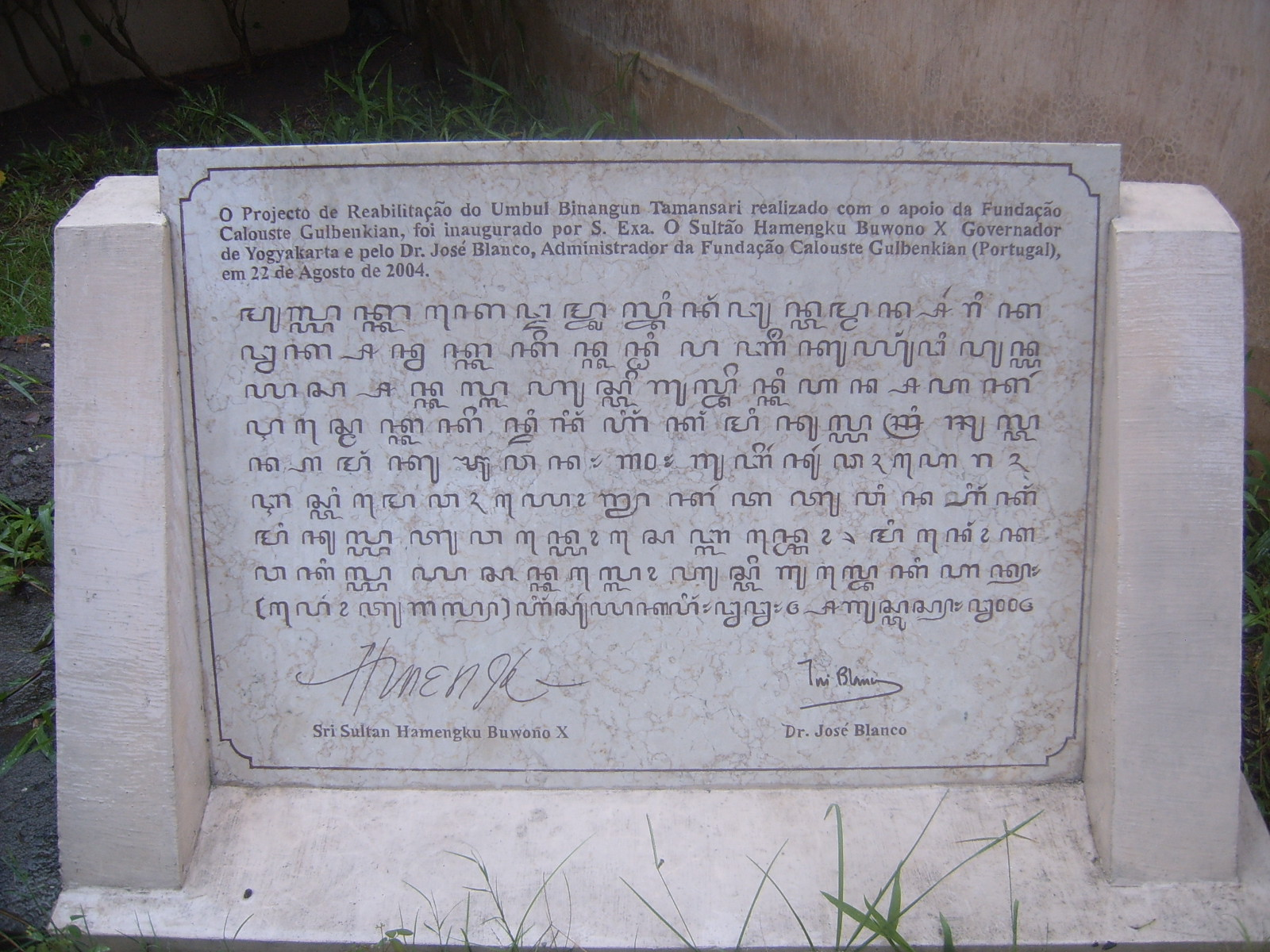
Stele bilingue in portoghese e giavanese a Yogyakarta, per la riabilitazione di Taman Sari nel 2004

Con la vocale inerente, l'alfabeto viene pronunciato quindi come segue:
ha, na, ca, ra, ka

da, ta, sa, wa, la

pa, dha, ja, ya, nya

ma, ga, ba, tha, nga

#### Alfabeto come un poema
Se la lettura dell'alfabeto viene effettuata con la seguente scansione, si ottiene un poema mitologico:
Hana caraka

Data sawala

Padha jayanya

Maga bathanga
La traduzione è all'incirca:
"C'erano (due) guerrieri

Che entrarono in conflitto

Uguali erano le loro forze

Tutti due morirono."
Il dettaglio delle parole è il seguente:
hana (pronuncia anà) = C'è/c'era

caraka = guerriero, cavaliere

data = avere

sawala = litigio

padha = uguale

jaya = vittoria, potenza

-nya = suffisso di possesso

maga = I due/entrambi

bathang = cadavere

-a = suffisso eufonico

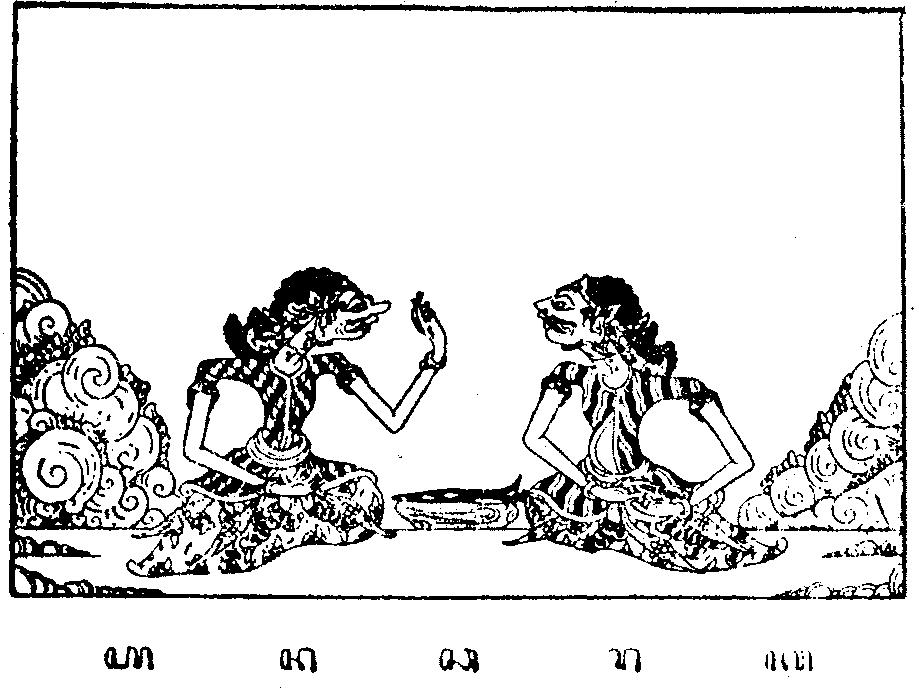
ꦲꦤ ꦕꦫꦏ Hana caraka (C'erano due guerrieri)
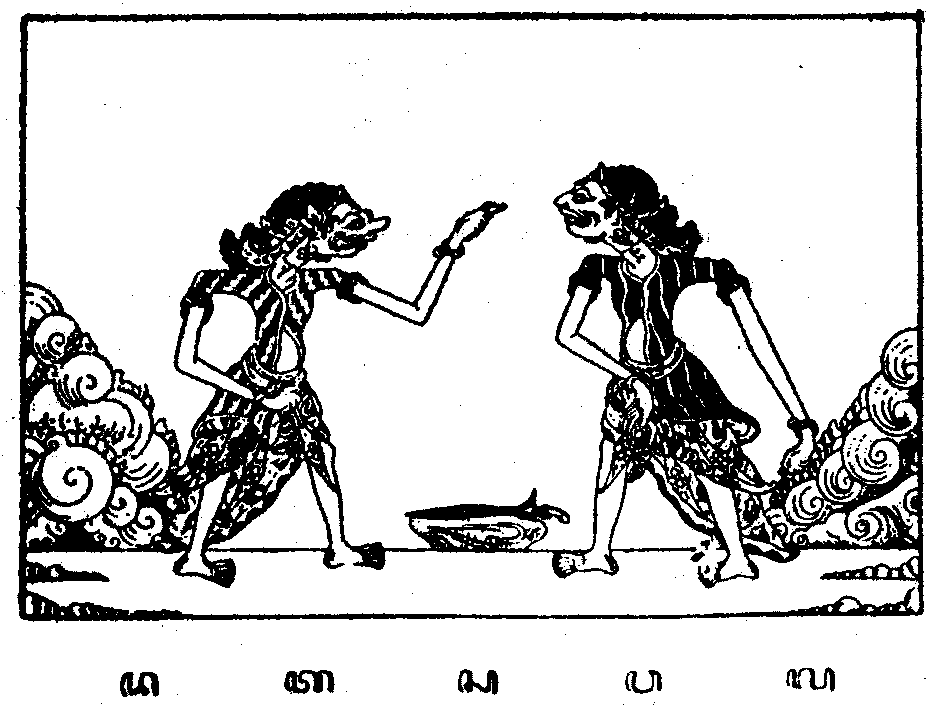
ꦢꦠ ꦠꦱꦮ Data sawala (Che entrarono in conflitto)
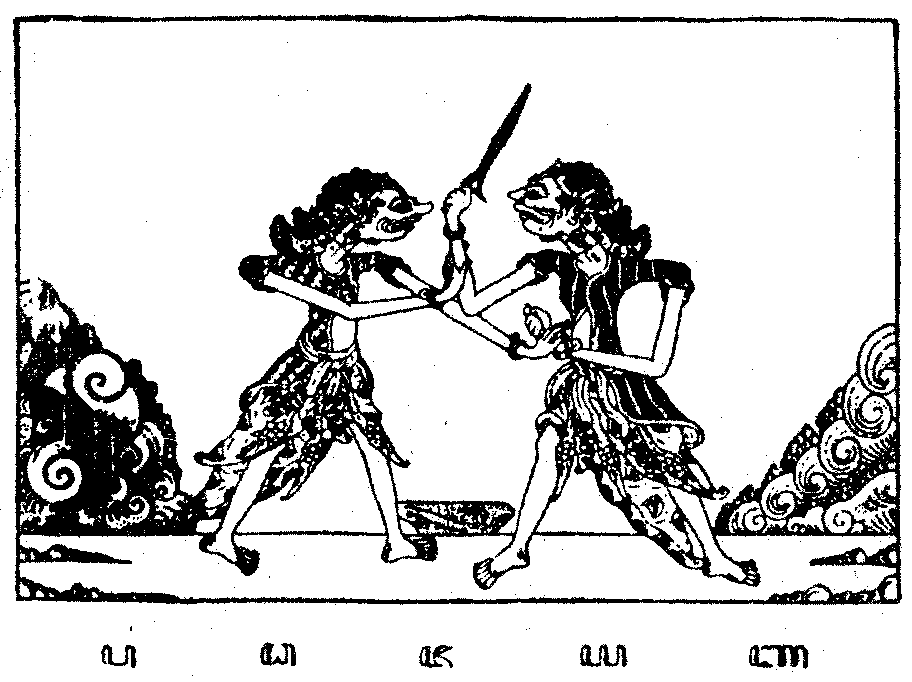
ꦥꦣ ꦗꦪꦚ Padha jayanya (Uguali erano le loro forze)
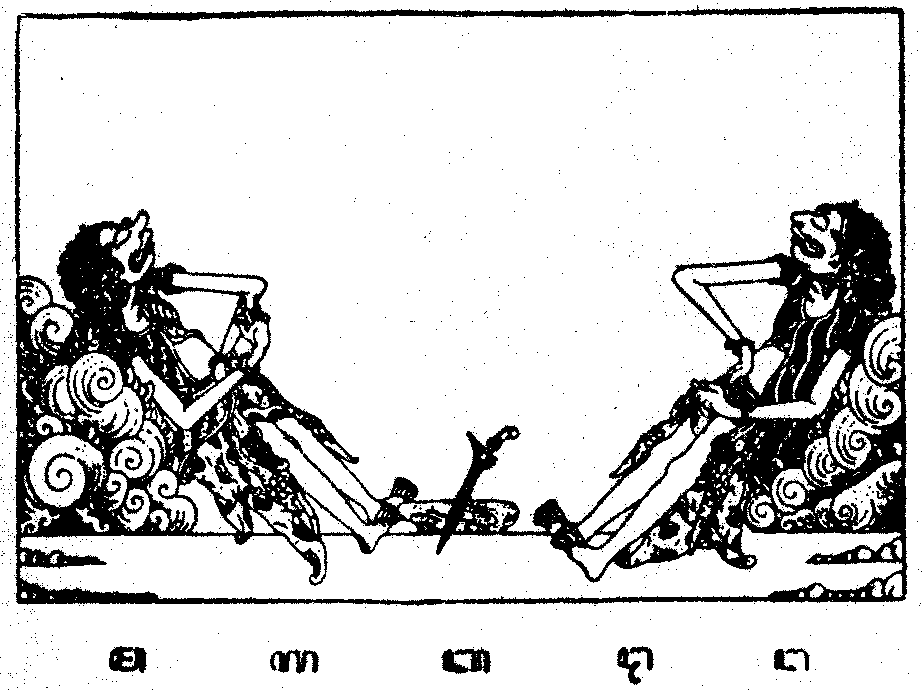
ꦩꦒ ꦧꦛꦔ Maga bathanga (Ora ci sono due cadaveri)

Questa storia viene raccontata nel mito del leggendario primo re di Giava: Java Aji Saka, dove viene narrata la mitica storia della civilizzazione di Giava e della scrittura giavanese.

##### Soppressione della vocale inerente
Per sopprimere la vocale inerente, in generale nel caso di una consonante in posizione finale, si mette dopo la consonante un segno diacritico denominato "pangkon":
| soppressione della vocale inerente | /h/ finale | /r/ finale | /ng/ finale |
| ꧀                                   | ꦃ           | ꦂ           | ꦁ            |
| pangkon                            | wignyan    | layar      | cecak       |

Certe consonanti in posizione finale sono scritte con un carattere particolare. Si tratta di /h/ (aspirata) finale, di /ng/ (consonante nasale) finale e di /r/ finale.

#### Consonanti successive

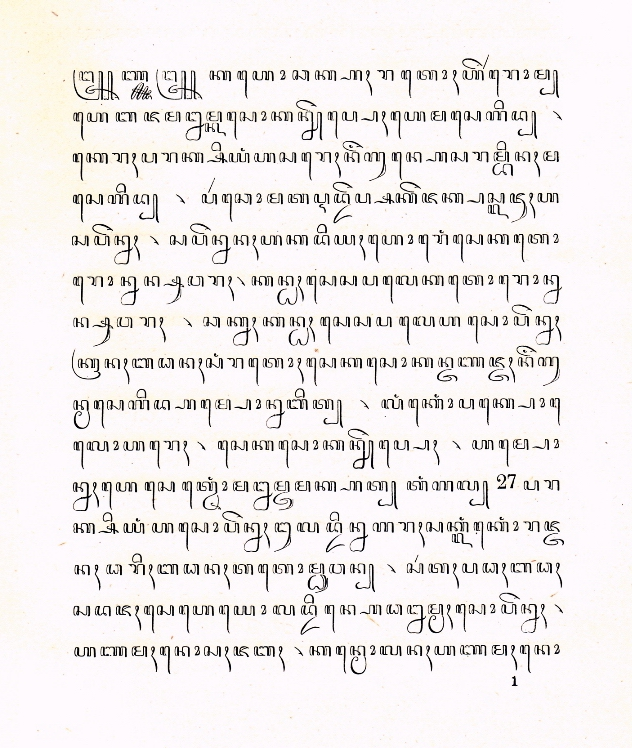
Il Raden Segara, un testo in Lingua madurese redatto in scrittura giavanese (1890)

Un altro caso in cui la vocale inerente viene soppressa è la successione di due consonanti; in questa situazione la prima consonante non ha vocale inerente ma la seconda ne ha una. In tale evenienza, questa seconda consonante viene rappresentata da un carattere detto pasangan. La maggior parte dei pasangan sono differenti dalla consonante di base. In qualche caso, il carattere è identico. Per segnalare che si tratta d'un pasangan, verrà scritto sotto la prima consonante.
| ha | na  | ca | ra  | ka  |
|    |     |    |     |     |
| da | ta  | sa | wa  | la  |
|    |     |    |     |     |
| pa | dha | ja | ya  | nya |
|    |     |    |     |     |
| ma | ga  | ba | tha | nga |
|    |     |    |     |     |

#### Caratteri onorifici
L'alfabeto giavanese possiede dei caratteri denominati aksara murda o aksara gedhe ("grandi caratteri") per scrivere i titoli ed i nomi di personaggi rispettati. Gli aksara murda erano in origine delle lettere prese in prestito dalla scrittura pallava rappresentanti fonemi esistenti nelle lingue dell'India ma non in giavanese.
| Carattere           | na | ka | ta | sa | pa | ga | ba |
| Murda non onorifico |    |    |    |    |    |    |    |
| Murda pasangan      |    |    |    |    |    |    |    |

### Vocali
Il giavanese ha 6 vocali: /a/, /i/, /e/, /u/, /é/, /o/.
Salvo per la /a/ inerente alla consonante, quando seguono una consonante le vocali sono rappresentate da segni diacritici chiamati sandangan ("cose portate").
| Fonema    | /i/  | /e/   | /u/  | /é/    | /o/           |
| Carattere |      |       |      |        |               |
| Nome      | wulu | pepet | suku | taling | taling-tarung |

C'è un'eccezione per le consonanti liquide /l/ e /r/ seguite dalla vocale /e/ muta, che vengono marcate con dei caratteri speciali. Può essere un residuo della scrittura del sanscrito, lingua nella quale queste liquide sono vocali. Lo stesso vale per la consonante /ng/.
Quando le vocali sono in posizione iniziale o isolata, si può marcarle in un altro modo, tramite caratteri speciali denominati aksara swara ("caratteri a voce"). Si trovano, tra questi, i caratteri corrispondenti a /le/ e /re/.

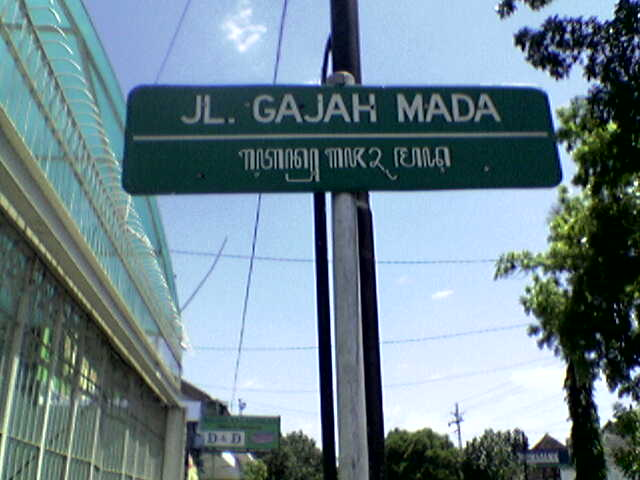
Cartello della via Gajah Mada a Surakarta, in alfabeti latino e giavanese

| Fonema    | /a/ | /i/ | /u/ | /le/      | /re/     | /é/ | /o/ |
| Carattere |     |     |     |           |          |     |     |
| Nom       |     |     |     | nga lelet | pa cerek |     |     |

Il giavanese non ha dittonghi.

### Numeri
| 1 | 2 | 3 | 4 | 5 | 6 | 7 | 8 | 9 | 0 |
|   |   |   |   |   |   |   |   |   |   |

#### Fonemi non-giavanesi
Per scrivere fonemi d'origine araba, si utilizzano le consonanti più vicine dell'alfabeto giavanese, alle quali si aggiungono tre punti al di sopra del carattere.
|  |